# Joannis Karsanidis
Joannis Karsanidis oder Ioannis Karsanidis (griechisch Ιωάννης Καρσανίδης, * 25. Juni 1993 in Nürnberg) ist ein ehemaliger deutsch-griechischer Fußballspieler. Er wurde meist im zentralen Mittelfeld eingesetzt.

## Karriere
Nach seinen Jugendstationen DTV Diespeck, SpVgg Greuther Fürth, SV Memmelsdorf und Würzburger FV stieg Joannis Karsanidis 2012 in die erste Mannschaft des Würzburger FV auf. Am 7. April 2012 debütierte er bei dem 4:2-Sieg beim TSV 1860 Rosenheim, als er in der 88. Minute eingewechselt wurde. Aufgrund der Umstrukturierung der Regionalliga qualifizierte sich Karsanidis und seine Mannschaft für die Aufstiegsrunde zur Regionalliga Bayern. Dort trafen sie in der ersten Runde auf die SpVgg Selbitz und stieg durch einen 3:0-Auswärtssieg und einen 3:1-Heimsieg in die nächste Runde auf. Dort musste man sich dem SV Heimstetten auf Grund der Auswärtstorregel in der Endabrechnung mit 2:2 geschlagen geben. Seinen ersten und einzigen Treffer für den FV erzielte Karsanidis am 20. April 2013 beim 4:0-Sieg gegen die SpVgg Bayreuth. In der 52. Minute erzielte er das zwischenzeitliche 3:0.
Zur Saison 2013/14 verließ Joannis Karsanidis den Würzburger FV in Richtung des Stadtrivalen Würzburger Kickers, welche zu dieser Zeit in der Regionalliga Bayern spielten. Sein Debüt für das neue Team gab er am 17. Juli 2013 bei der 4:2-Niederlage gegen die zweite Mannschaft vom FC Bayern München. Er wurde in der 68. Minute für Christopher Bieber eingewechselt. Sein Premierentor konnte Karsanidis bei der Partie gegen Viktoria Aschaffenburg am 9. Mai 2014 bejubeln, als er in der 17. Minute die 1:0-Führung erzielte. Das Spiel endete 2:1 aus der Sicht der Würzburger. Die erste Hälfte der darauffolgenden Saison verpasste er aufgrund eines Kreuzbandrisses und die Saison konnten die Würzburger Kickers als Meister in der Regionalliga Bayern beenden. Nach einem 1:0-Sieg im Hinspiel und einer 0:1-Niederlage nach 90 bzw. 120 Minuten musste das Elfmeterschießen entscheiden, in welchen man sich mit 6:5 durchsetzen konnte.
Dadurch stieg die Mannschaft um Joannis Karsanidis in die 3. Liga auf und Karsanidis gab am 25. Juli 2015 beim torlosen Unentschieden gegen den SV Wehen Wiesbaden sein Debüt in der neuen Liga unter Trainer Bernd Hollerbach. Sein erstes 3.-Liga-Tor erzielte er am 17. Dezember 2015 bei der 1:2-Niederlage bei Dynamo Dresden. Er erzielte in der 37. Minute den zwischenzeitlichen 1:1-Ausgleich. Mit insgesamt 33 Einsätzen und zwei Toren während der Drittligasaison. trug er als Stammspieler der Kickers zum direkten Durchmarsch in Richtung 2. Bundesliga bei, einen Erfolg der erst durch die Relegationsspiele gegen den MSV Duisburg besiegelt wurde. In der Zweitligaspielzeit 2016/17 kam Karsanidis auf lediglich fünf Einsätze und stieg am Ende mit den Kickers wieder in die dritte Liga ab.
Am Ende der Saison 2017/18 verließ Joannis Karsanidis Würzburg und schloss sich dem soeben aus der 3. Liga in die Regionalliga Nordost abgestiegenen Chemnitzer FC an. In seiner ersten Saison kam er dort regelmäßig zum Einsatz, erreichte mit der Mannschaft den direkten Wiederaufstieg in die 3. Liga und gewann zudem den Sächsischen Landespokal. In der Vorbereitung auf die folgende Spielzeit zog sich Karsanidis jedoch erneut einen Kreuzbandriss zu und fiel daraufhin die komplette Saison aus. Nur kurze Zeit nach seinem Comeback ein Jahr später erlitt er im September 2020 eine erneuten Riss des Kreuzbands sowie einen Meniskusriss. Karsanidis verkündete daraufhin, mit Auslaufen seines Vertrags im Sommer 2021 seine Karriere als Profispieler zu beenden.

## Erfolge
- Aufstieg in die 2. Bundesliga: 2016 (Würzburger Kickers)
- Aufstieg in die 3. Liga: 2015 (Würzburger Kickers), 2019 (Chemnitzer FC)
- Meister in der Regionalliga Bayern: 2015 (Würzburger Kickers)
- Sachsenpokal: 2019, 2020 (Chemnitzer FC)